# Музей художественного стекла (Лауша)

Экспонат музея

Музей художественного стекла (нем. Das Museum für Glaskunst Lauscha) расположен в Лауше – в одном из центров стеклодувного производства Тюрингии. Основан музей в 1903 году.
В музее собрана обширная коллекция  тюрингского стекла начиная с позднего средневековья вплоть до наших дней. Большое место в музее занимает экспозиции игрушек  и ёлочных украшений, напоминающих о том, что Лауша была долгое время центром мирового производства ёлочных игрушек.